# Hetiur, Mureș
Hetiur, mai demult Hetur, Hetura (în dialectul săsesc Marembrich, în germană Marienburg, Meremberg, în maghiară Hétúr) este un sat ce aparține municipiului Sighișoara din județul Mureș, Transilvania, România.

## Așezare
Localitatea Hetiur este situată în partea sudică a județului, pe drumul european E60, la 9 km. distanță de municipiul Sighișoara, fiind o suburbie a acestuia.

## Scurt istoric
Hetiur este o veche localitate săsească, prima atestare documentară datează din anul 1301. Denumirea de Hetiur, la origine maghiară, înseamnă, de fapt, "șapte stăpâni", satul a avut însă 21, așa cum spun localnicii.
Descoperirile arheologice făcute de-a lungul timpului au adus dovezi materiale ale unei locuiri încă din cele mai vechi timpuri astfel, pe teritoriul satului se menționează obiecte de bronz și monede de la împăratul Hadrian, între care una emisă între anii 119 - 121.
Din locuri neprecizate mai provin o brățară-spirală de argint cu extremități lățite și modelate în formă de capete de șerpi de tip dacic și două fibule de argint în formă de lingură, datate La Téne.
În secolul al XV-lea a fost construită biserica fortificată din Hetiur, ca biserică romano-catolică, în stil gotic, cu sanctuarul închis cu unghiuri multiple. Edificiul, devenit lăcaș de cult protestant, a suferit mai multe transformări în secolele al XVII-lea și al XIX-lea.
Localitatea Hetiur începând cu anul 1876 a aparținut districtului Eisabetopol din Comitatul Târnava Mică, apartenență care a încetat în anul 1920, odată cu semnarea Tratatului de la Trianon ce prevedea stabilirea frontierelor Ungariei cu vecinii săi.

## Economie
Economia așezării este una predominant agricolă, bazată pe cultura plantelor, creșterea animalelor, comerțul cu produse agricole și agroturismul.

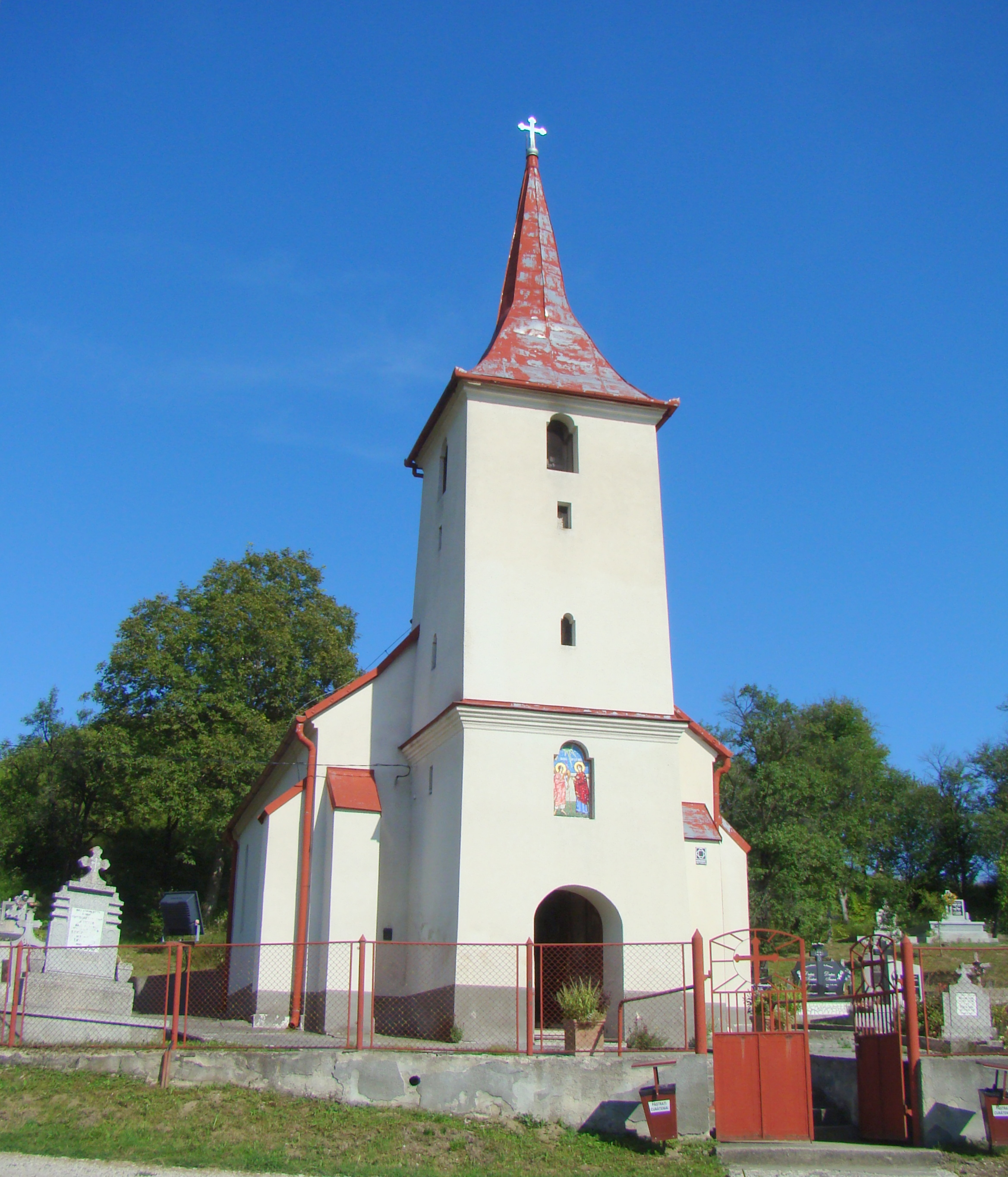
Biserica „Buna Vestire”

## Obiective turistice
- Biserica evanghelică-luterană fortificată, cea mai veche din sat, a fost sfințită cu hramul „Nașterea Maicii Domnului”, în secolul al XV-lea, iar Papa Martin al V-lea i-a făcut dezlegare, adică a renunțat la daniile pe care le primea de aici.
- Biserica ortodoxă, a fost construită în anii 1808-1809, și are hramul Buna Vestire, aici aflându-se și cel mai vechi iconostas din zona Târnavei Mari și Mici, dar cel mai de preț obiect din Biserică, este Icoana Maicii Domnului.

## Imagini

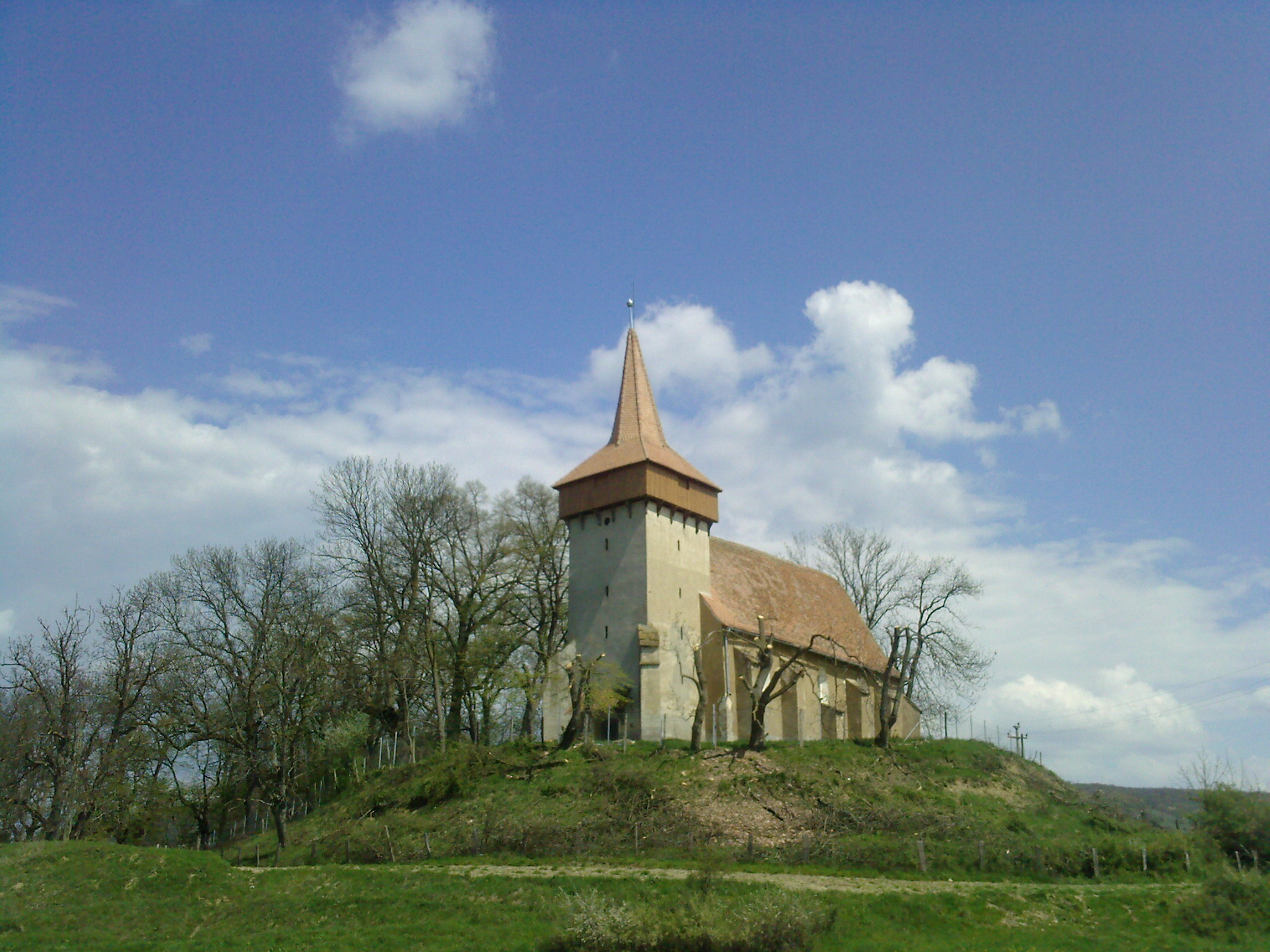
Biserica „Buna Vestire”
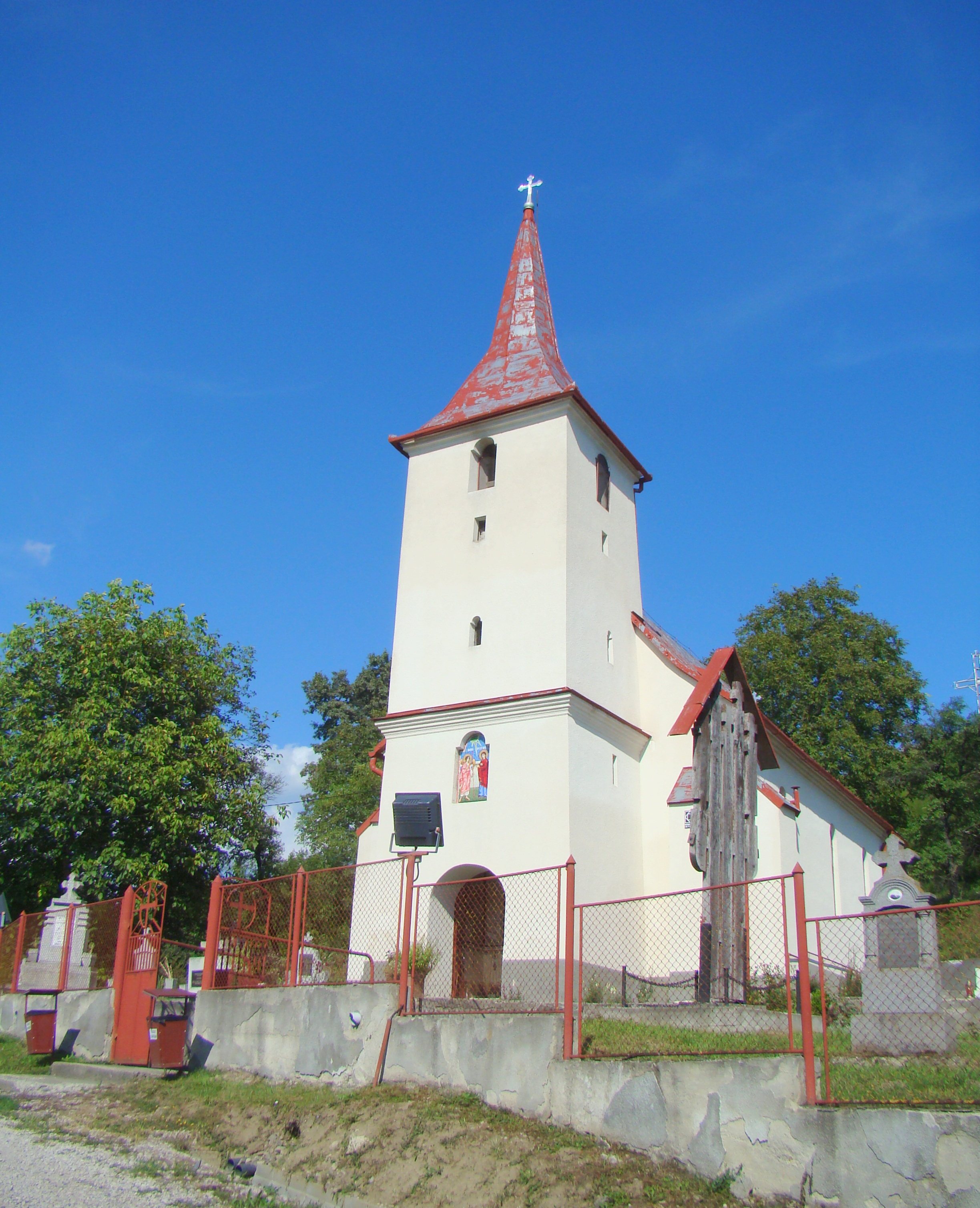
Biserica „Buna Vestire” (monument istoric)
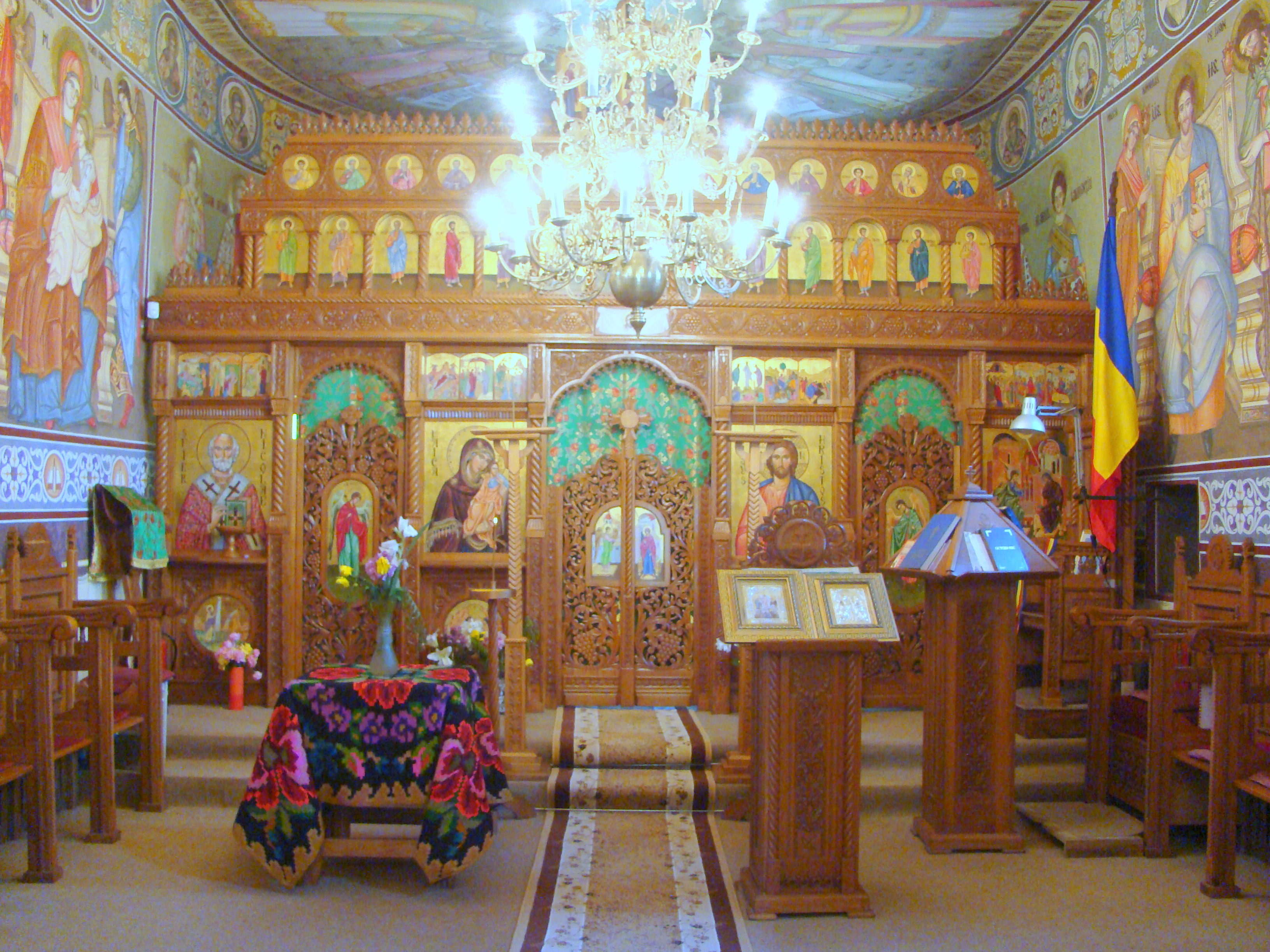
Nava spre iconostas
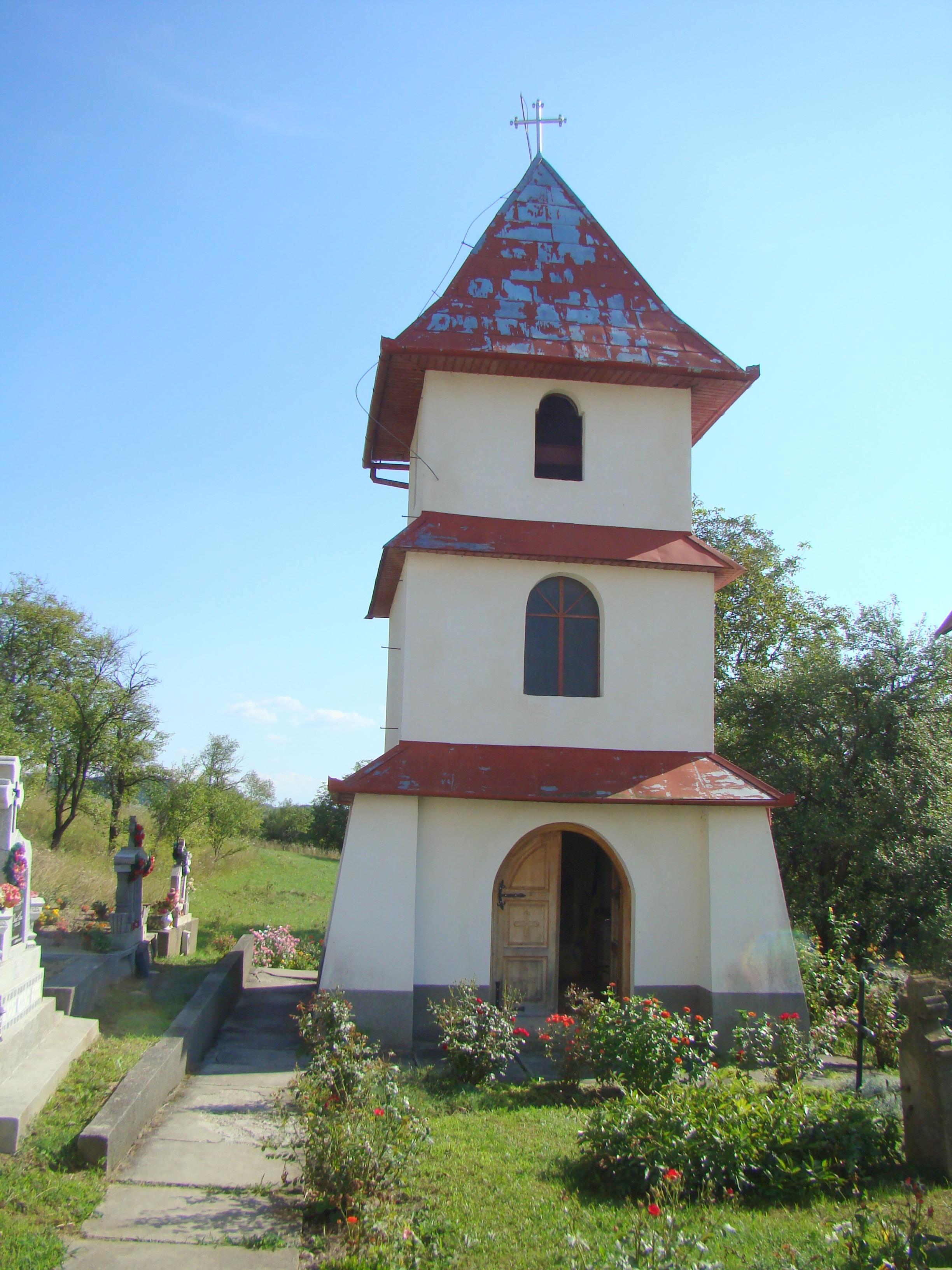
Clopotnița
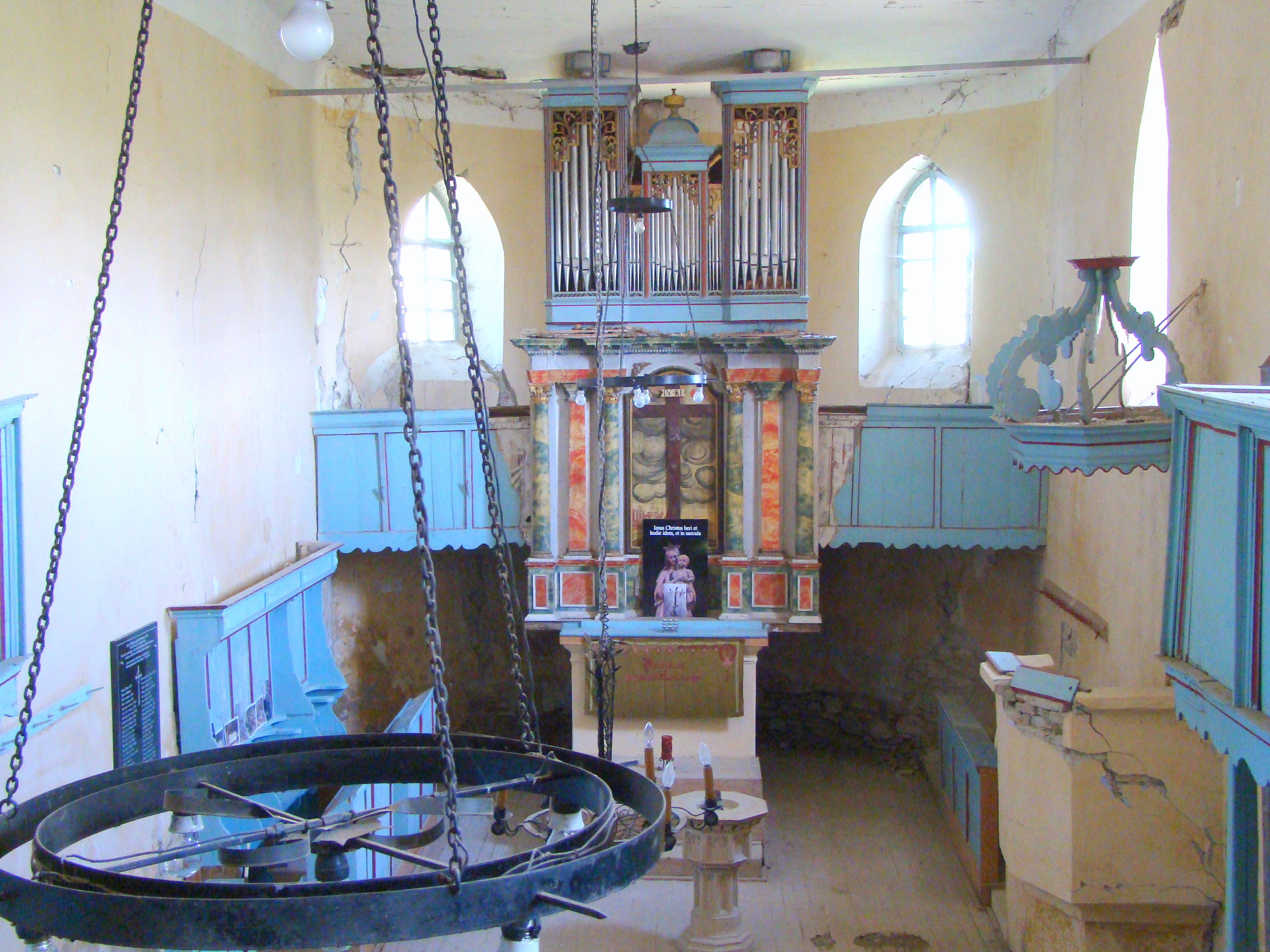
Biserica evanghelică (monument istoric)
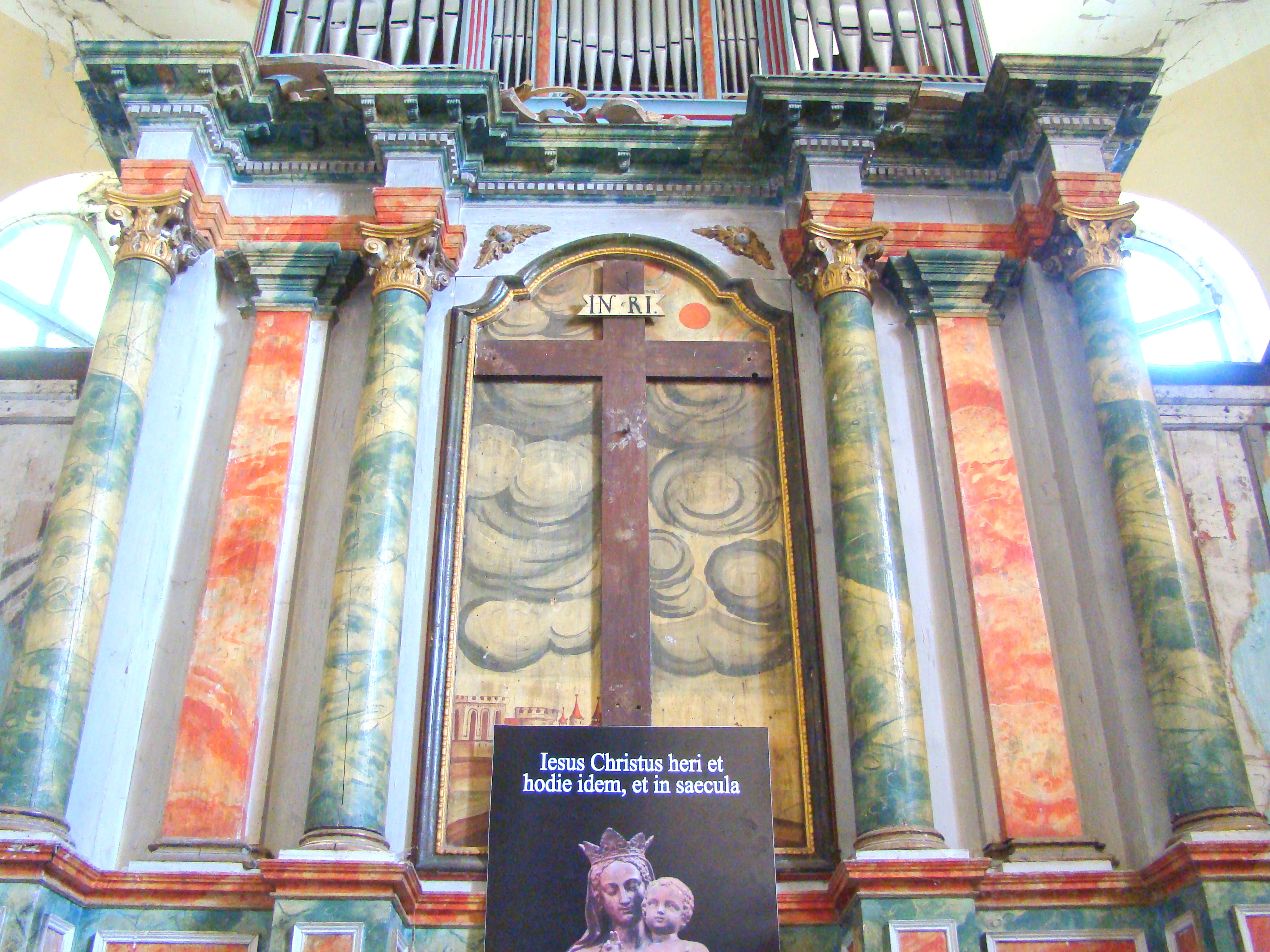
Altarul bisericii evanghelice
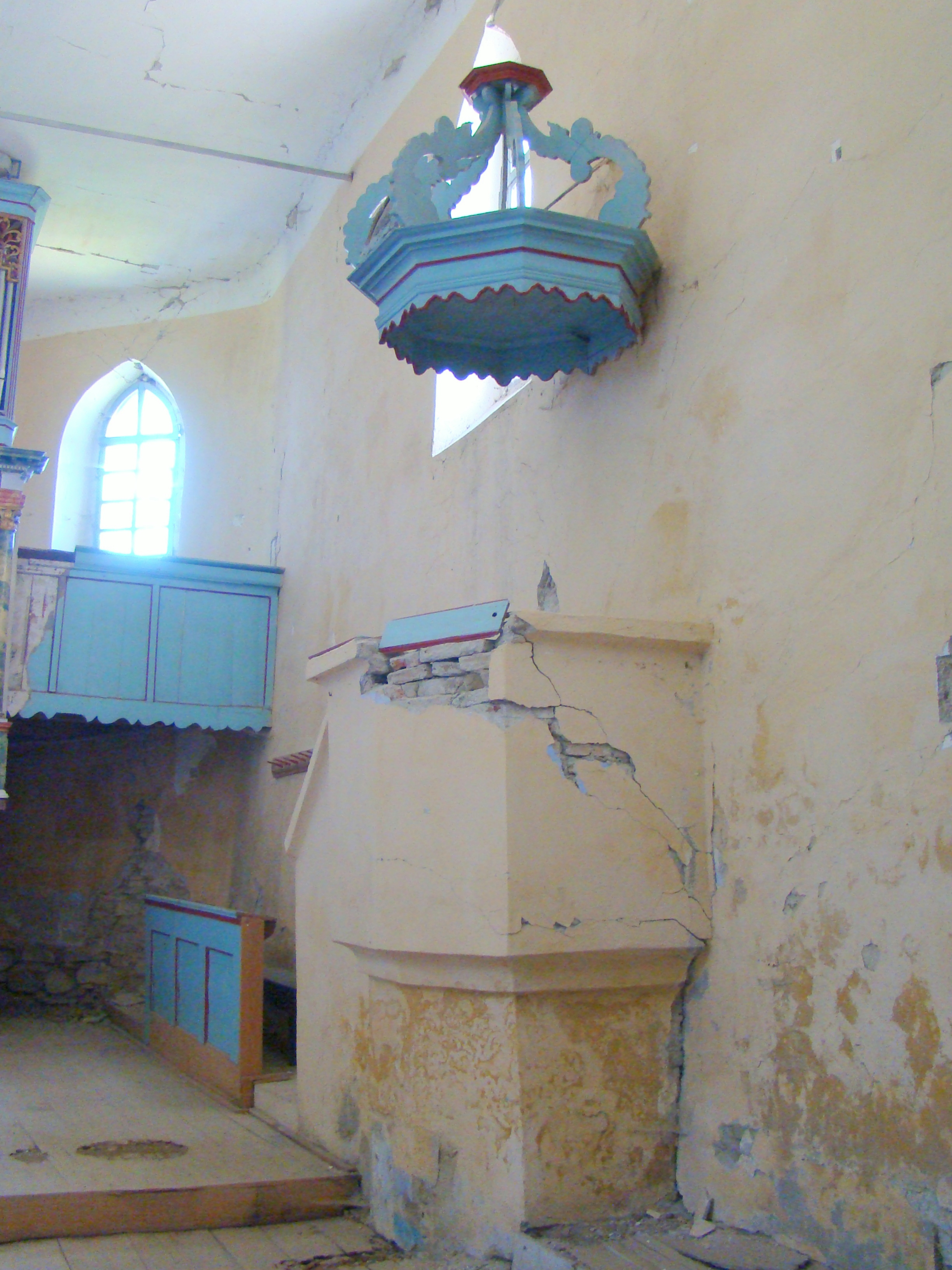
Amvonul
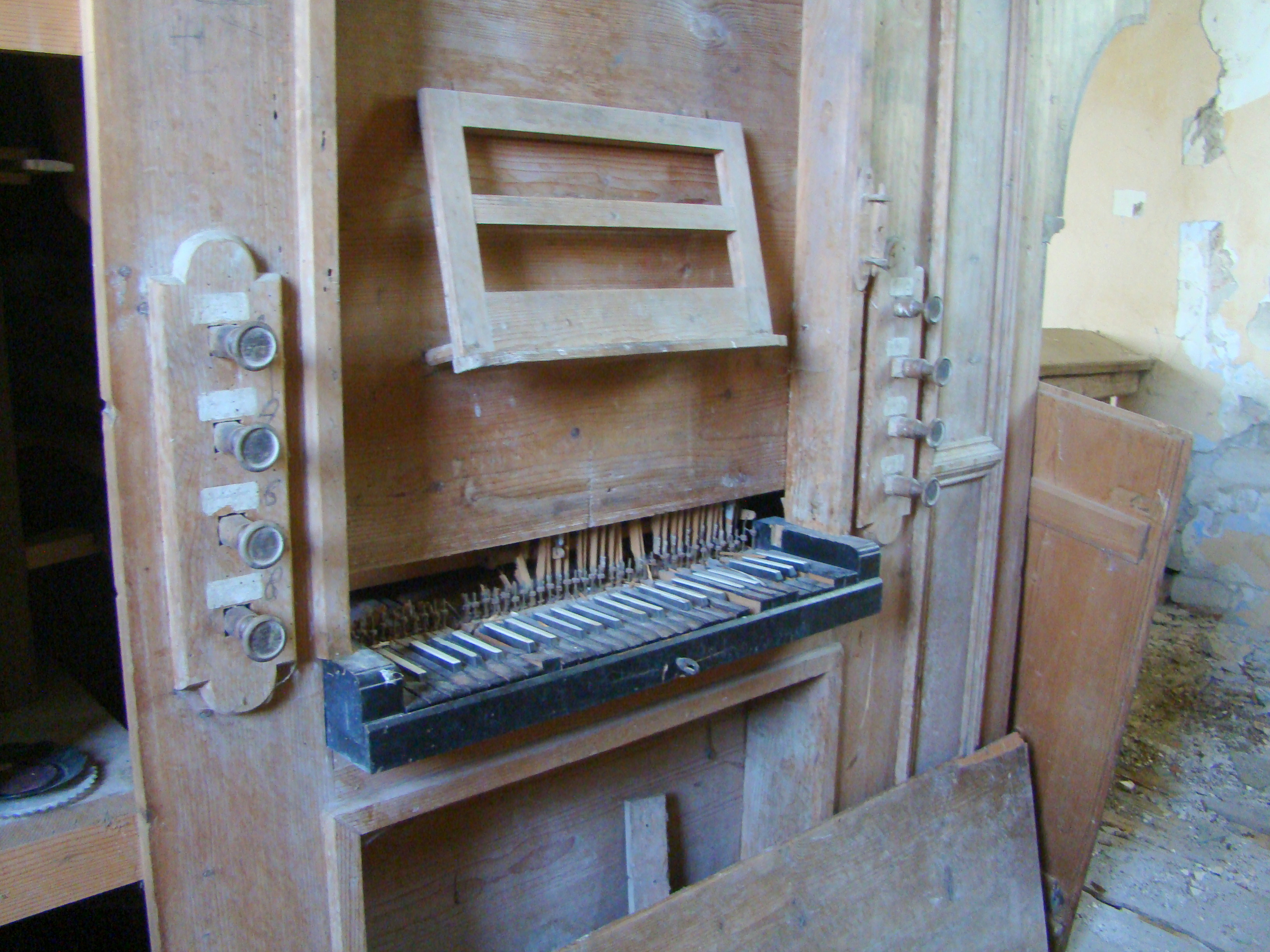
Ceea ce a mai rămas din orga construită de Samuel Friedrich Binder în 1850
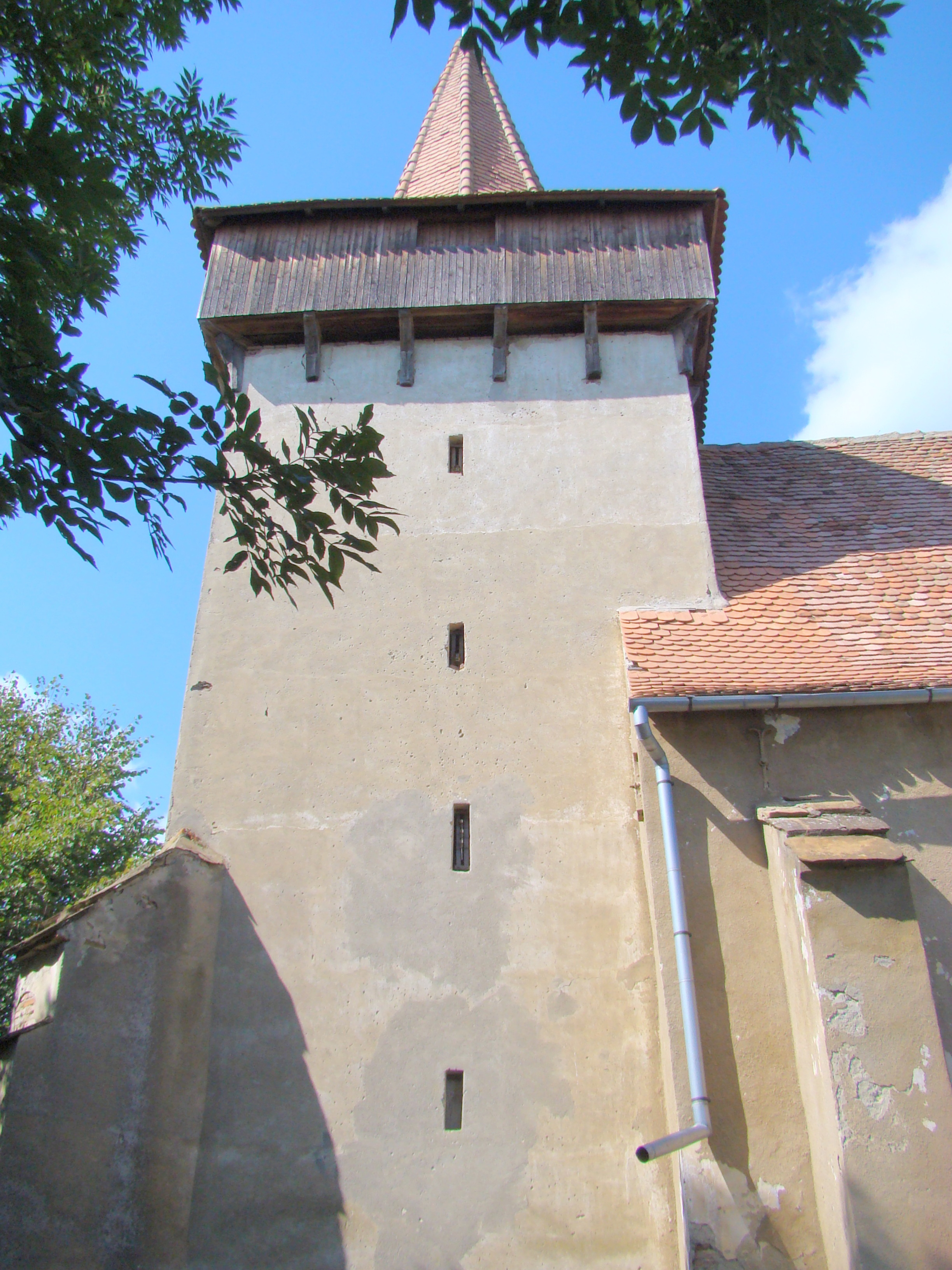
Turnul-clopotniță